# Liste der Anime-Titel/B

## B
| Name                                                                               | Alternative Namen | Veröffentlichungsjahr | Studio(s)                                                   |
| ---------------------------------------------------------------------------------- | --- | --------------------- | ----------------------------------------------------------- |
| B-Chiku Beach – Nangoku Nyūjoku Satsueikai (eine Folge)                            | ビーチクビーチ～南国乳辱撮影会~ | 2011 als OVA          | Pink Pineapple                                              |
| B-Daman                                                                            | |                       |                                                             |
| ↳ Bomberman B-Daman Bakugaiden (48 Folgen)                                         | Bビーダマン爆外伝, Bombāman Bīdaman Bakugaiden | 1998 als Fernsehserie | Madhouse                                                    |
| ↳ Bomberman B-Daman Bakugaiden Victory (50 Folgen)                                 | Bビーダマン爆外伝V, Bombāman Bīdaman Bakugaiden Bikutorī | 1999 als Fernsehserie | Madhouse                                                    |
| ↳ Bakkyū Renpatsu!! Super B-Daman (18 Folgen)                                      | 爆球連発!!スーパービーダマン, Bakkyū Renpatsu!! Sūpā Bīdaman                                                                                                 | 1999 als Fernsehserie | Xebec                                                       |
| ↳ B-Densetsu! Battle B-Daman (52 Folgen)                                           | B-伝説! バトルビーダマン, B-Densetsu! Batoru Bīdaman | 2004 als Fernsehserie | Nihon Animedia                                              |
| ↳ B-Densetsu! Battle B-Daman: Fire Spirits (51 Folgen)                             | B-伝説! バトルビーダマン 炎魂, B-Densetsu! Batoru Bīdaman: Faiyā Supirittsu                                                                                  | 2005 als Fernsehserie | Nihon Animedia                                              |
| ↳ Bakkyū Hit! Crash B-Daman (50 Folgen)                                            | 爆球Hit! クラッシュビーダマン | 2006 als Fernsehserie | Nihon Animedia                                              |
| ↳ Cross Fight B-Daman (52 Folgen)                                                  | クロスファイト ビーダマン, Kurosu Faito Bīdaman | 2011 als Fernsehserie | SynergySP                                                   |
| ↳ Cross Fight B-Daman eS (52 Folgen)                                               | クロスファイト ビーダマンeS, Kurosu Faito Bīdaman eS | 2012 als Fernsehserie | SynergySP                                                   |
| B-gata H-kei (12 Folgen)                                                           | B型H系, B Gata H Kei | 2010 als Fernsehserie | Hal Film Maker                                              |
| B-Project – Kodō Ambitious (12 Folgen)                                             | B-PROJECT〜鼓動*アンビシャス〜, B-Project – Kodō Ambishasu                                                                                                   | 2016 als Fernsehserie | A-1 Pictures                                                |
| ↳ B-Project – Zetchō Emotion (? Folgen)                                            | B-PROJECT〜絶頂*エモーション〜, B-Project – Zetchō Emōshon                                                                                                   | 2019 als Fernsehserie | Bandai Namco Pictures                                       |
| Babel II (39 Folgen)                                                               | バビル2世, Babel Nisei | 1973 als Fernsehserie | Tōei Animation                                              |
| ↳ Babel II (4 Folgen)                                                              | バビル2世, Babel Nisei | 1992 als OVA          | Hikari Productions                                          |
| ↳ Babel II (13 Folgen)                                                             | バビル2世, Babel Nisei | 2001 als Fernsehserie | Vega Entertainment                                          |
| Baby Baachan (53 Folgen)                                                           | ベイベーばあちゃん, Beibē Bā-chan, Baby Grandma | 2002 als Fernsehserie | Bandai Visual                                               |
| Baby Blue                                                                          | | 2007 als Kurzfilm     | Studio 4°C                                                  |
| Baby Love (eine Folge)                                                             | ベイビィ☆LOVE | 1997 als OVA          |                                                             |
| Baby Princess 3D Paradise 0 (eine Folge)                                           | Baby Princess 3Dぱらだいす0, Baby Princess 3D Paradaisu 0, Baby Princess 3D Paradise 0 [Love]                                                                | 2011 als OVA          | Studio Comet                                                |
| Baby Steps (25 Folgen)                                                             | ベイビーステップ, Beibī Suteppu | 2014 als Fernsehserie | Pierrot                                                     |
| ↳ Baby Steps (25 Folgen)                                                           | ベイビーステップ, Beibī Suteppu | 2015 als Fernsehserie | Pierrot                                                     |
| Baccano! (16 Folgen)                                                               | バッカーノ, Bakkāno | 2007 als Fernsehserie | Brain’s Base                                                |
| Back Street Girls: Gokudols (10 Folgen)                                            | Back Street Girls -ゴクドルズ-, Back Street Girls – Gokudoruzu                                                                                               | 2018 als Fernsehserie | J.C.Staff                                                   |
| Bad Boys (5 Folgen)                                                                | | 1993 als OVA          | Tōei Animation                                              |
| Bad End (2 Folgen)                                                                 | Voyeur’s Digest | 2002 als OVA          | Digital Works                                               |
| Baghdad Hime                                                                       | バグダッド姫, Bagudaddo Hime | 1948 als Film         | Sanko Eiga-sha                                              |
| Baguda-jo no Tozoku                                                                | | 1926 als Kurzfilm     |                                                             |
| Baka to Test to Shōkanjū (13 Folgen)                                               | バカとテストと召喚獣 | 2010 als Fernsehserie | Silver Link                                                 |
| ↳ Baka to Test to Shōkanjū: Matsuri (2 Folgen)                                     | バカとテストと召喚獣 ~祭~ | 2011 als OVA          | Silver Link                                                 |
| ↳ Baka to Test to Shōkanjū Ni! (13 Folgen)                                         | バカとテストと召喚獣にっ! | 2011 als Fernsehserie | Silver Link                                                 |
| Bakegyamon (51 Folgen)                                                             | 妖逆門 | 2006 als Fernsehserie | Radix                                                       |
| Bakuen Campus Guardress (4 Folgen)                                                 | 爆炎CAMPUSガ－ドレス | 1993 als OVA          | Production I.G                                              |
| Bakugan – Spieler des Schicksals (137 Folgen)                                      | 爆丸バトルブローラーズ, Bakugan Battle Brawlers | 2007 als Fernsehserie | TMS Entertainment, Japan Vistec                             |
| ↳ Baku Tech! Bakugan (51 Folgen)                                                   | 爆TECH!爆丸 | 2012 als Fernsehserie | TMS Entertainment, Shōgakukan Music & Digital Entertainment |
| ↳ Baku Tech! Bakugan Gachi (39 Folgen)                                             | 爆TECH!爆丸 ガチ | 2013 als Fernsehserie | TMS Entertainment, Shōgakukan Music & Digital Entertainment |
| Bakuhatsu Sunzen!! Tenshi no Countdown (eine Folge)                                | 爆発寸前!! 天使のカウントダウン | 2001 als OVA          |                                                             |
| Bakuman. (25 Folgen)                                                               | バクマン. | 2010 als Fernsehserie | J.C.Staff                                                   |
| ↳ Bakuman. 2 (25 Folgen)                                                           | バクマン.2 | 2011 als Fernsehserie | J.C.Staff                                                   |
| ↳ Bakuman. 3 (25 Folgen)                                                           | バクマン.3 | 2012 als Fernsehserie | J.C.Staff                                                   |
| Bakumatsu Gijinden Roman (12 Folgen)                                               | 幕末義人伝 浪漫 | 2013 als Fernsehserie | TMS Entertainment                                           |
| Bakumatsu Rock (12 Folgen)                                                         | 幕末Rock | 2014 als Fernsehserie | Studio Deen                                                 |
| Bakunyū Bomb (3 Folgen)                                                            | 爆乳BOMB | 2009 als OVA          | ChiChi No Ya                                                |
| Bakunyū Maid Kari (2 Folgen)                                                       | 爆乳メイド狩り | 2009 als OVA          | Hot Bear                                                    |
| Bakunyū Oyako (2 Folgen)                                                           | 爆乳母娘, Anyone You Can Do…I Can Do Better! | 2004 als OVA          | Digital Works, Y.O.U.C.                                     |
| Bakunyū Shimai (2 Folgen)                                                          | 爆乳姉妹, Invasion of the Booby Snatchers | 2005 als OVA          | Digital Works, Y.O.U.C.                                     |
| Bakuon!! (12 Folgen)                                                               | ばくおん!! | 2016 als Fernsehserie | TMS/8Pan                                                    |
| Bakusō Kyōdai Let’s & Go (153 Folgen)                                              | 爆走兄弟レッツ＆ゴー!!, The Racing Brothers, Lets & Go | 1996 als Fernsehserie | Xebec                                                       |
| Bakuto Sengen Daigunder (39 Folgen)                                                | 爆闘宣言ダイガンダー, Bakuto Sengen Daigandā, Daigunder | 2002 als Fernsehserie | Brain’s Base                                                |
| Baldr Force exe Resolution (4 Folgen)                                              | バルドフォース エグゼ レソリューション | 2006 als OVA          | Satelight                                                   |
| Ballroom e Yōkoso (24 Folgen)                                                      | ボールルームへようこそ, Bōrurūmu e Yōkoso | 2017 als Fernsehserie | Production I.G                                              |
| Balthus – Teia no Kagayaki (eine Folge)                                            | バルテュス ~ティアの輝き~, Balthus – Tia’s Radiance | 1988 als OVA          | Kusama Art                                                  |
| Bamboo Blade (26 Folgen)                                                           | バンブーブレード | 2007 als Fernsehserie | AIC A.S.T.A.                                                |
| Ban Dan’emon Bakemono Taiji no Maki                                                | 塙団右衛門化物退治の巻, Bandanemon the Monster Exterminator                                                                                                  | 1935 als Kurzfilm     | Nihon Manga Film Kenkyūjo                                   |
| Ban Dan’emon Shōjōji no Tanuki-bayashi                                             | | 1935 als Kurzfilm     | Nihon Manga Film Kenkyūjo                                   |
| Banana Fish (24 Folgen)                                                            | BANANA FISH | 2018 als Fernsehserie | MAPPA                                                       |
| BanG Dream! (14 Folgen)                                                            | | 2017 als Fernsehserie | Issen, Xebec                                                |
| ↳ BanG Dream! 2nd season (13 Folgen)                                               | | 2019 als Fernsehserie | Sanzigen                                                    |
| ↳ BanG Dream! 3rd Season (13 Folgen)                                               | | 2020 als Fernsehserie | Sanzigen                                                    |
| Bannō Bunka Nekomusume (6 Folgen)                                                  | 万能文化猫娘 | 1992 als OVA          | Animate Film                                                |
| ↳ Bannō Bunka Nekomusume (12 Folgen)                                               | 万能文化猫娘 | 1998 als Fernsehserie | Production Reed, Movic                                      |
| ↳ Bannō Bunka Nekomusume Dash! (12 Folgen)                                         | 万能文化猫娘DASH! | 1998 als OVA          | Production Reed, Movic                                      |
| Baō Raihōsha (eine Folge)                                                          | バオー来訪者 | 1989 als OVA          | Studio Pierrot                                              |
| Barakamon (12 Folgen)                                                              | ばらかもん | 2014 als Fernsehserie | Kinema Citrus                                               |
| Barbapapa (45 Folgen)                                                              | バーバパパ | 1974 als Fernsehserie |                                                             |
| ↳ Um die Welt mit Barbapapa (50 Folgen)                                            | バーバパパ世界をまわる, Barbapapa Sekai o Mawaru | 1999 als Fernsehserie | Studio Pierrot                                              |
| Barfuß durch Hiroshima                                                             | はだしのゲン, Hadashi no Gen | 1983 als Film         | Madhouse                                                    |
| ↳ Barfuß durch Hiroshima 2                                                         | はだしのゲン2, Hadashi no Gen 2 | 1986 als Film         | Madhouse                                                    |
| Baribari Densetsu (2 Folgen)                                                       | バリバリ伝説 | 1986 als OVA          | Studio Pierrot                                              |
| ↳ Baribari Densetsu                                                                | バリバリ伝説 | 1987 als Film         | Studio Pierrot                                              |
| Barom One (13 Folgen)                                                              | バロムワン | 2002 als Fernsehserie |                                                             |
| Bartender (11 Folgen)                                                              | バーテンダー | 2006 als Fernsehserie | Palm Studio                                                 |
| Basara (13 Folgen)                                                                 | レジェンド オブ バサラ, Legend of Basara | 1998 als Fernsehserie | KSS                                                         |
| Basilisk – Chronik der Koga-Ninja (24 Folgen)                                      | バジリスク 〜甲賀忍法帖〜, Bashirisuku – Kōga Nimpōchō | 2005 als Fernsehserie | Gonzo                                                       |
| ↳ Basilisk: The Ouka Ninja Scrolls (24 Folgen)                                     | バジリスク ～桜花忍法帖～, Bashirisuku – Ōka Nimpōchō | 2018 als Fernsehserie | Seven Arcs Pictures                                         |
| Basquash! (26 Folgen)                                                              | バスカッシュ! | 2009 als Fernsehserie | Satelight                                                   |
| Bastard!! Ankoku no Hakai-jin (6 Folgen)                                           | バスタード!! 暗黒の破壊神 | 1992 als OVA          | AIC                                                         |
| Bats and Terry                                                                     | バツ＆テリー | 1987 als Film         | Sunrise                                                     |
| Battery (11 Folgen)                                                                | バッテリー, Batterī | 2016 als Fernsehserie | Zero-G                                                      |
| Battle Angel Alita (2 Folgen)                                                      | 銃夢, Gunnm | 1993 als OVA          | Animate Film                                                |
| Battle Athletes Daiundōkai (6 Folgen)                                              | バトルアスリーテス大運動会 | 1997 als OVA          | AIC                                                         |
| ↳ Battle Athletes Daiundōkai (26 Folgen)                                           | バトルアスリーテス大運動会 | 1997 als Fernsehserie | AIC                                                         |
| Battle Can2 (eine Folge)                                                           | バトルキャン2, Battle Can Can | 1987 als OVA          |                                                             |
| Battle Fighters Garō Densetsu (eine Folge)                                         | バトルファイターズ餓狼伝説, Fatal Fury: Legend of the Hungry Wolf                                                                                            | 1992 als OVA          | Nihon Ad Systems                                            |
| ↳ Battle Fighters Garō Densetsu 2 (eine Folge)                                     | バトルファイターズ餓狼伝説2, Fatal Fury 2: The New Battle | 1993 als OVA          | Nihon Ad Systems                                            |
| ↳ Garō Densetsu: The Motion Picture                                                | 餓狼伝説 -THE MOTION PICTURE-, Fatal Fury: The Motion Picture                                                                                                | 1994 als Film         | Nihon Ad Systems                                            |
| Battle Girl High School (12 Folgen)                                                | バトルガール ハイスクール, Batoru Gāru Haisukūru | 2017 als Fernsehserie | Silver Link                                                 |
| Battle Programmer Shirase (15 Folgen)                                              | バトルプログラマーシラセ, Bīpīesu Batoru Puroguramā Shirase, BPS                                                                                             | 2003 als Fernsehserie | AIC                                                         |
| Battle Spirits: Ryuko no Ken (eine Folge)                                          | バトルスピリッツ 龍虎の拳 | 1993 als OVA          | Studio Comet                                                |
| Battle Spirits: Shōnen Toppa Bashin (150 Folgen)                                   | バトルスピリッツ 少年突破バシン | 2008 als Fernsehserie | Sunrise                                                     |
| Bauzi – Der Pinguin aus der Antarktis                                              | 小さなペンギン ロロの冒険, Chiisana Pengin: Roro no Bōken | 1986 als Film         | Enoki Films                                                 |
| Bavel no Hon                                                                       | バベルの本, Baberu no Hon | 1996 als Kurzfilm     |                                                             |
| Bavi Stock (2 Folgen)                                                              | バビ・ストック, Babi Sutokku | 1985 als OVA          | Studio Unicorn                                              |
| B.B – Burning Blood (3 Folgen)                                                     | | 1990 als OVA          | Magic Bus                                                   |
| B.B. Fish (eine Folge)                                                             | Blue Butterfly Fish | 1994 als OVA          | Production I.G                                              |
| Be Rockin’ (5 Folgen)                                                              | | 2006 als Web-Anime    | ANON Pictures                                               |
| Be-Bop-Highschool (7 Folgen)                                                       | ビー・バップ・ハイスクール, Bī-Bappu Haisukūru | 1990 als OVA          | Tōei Animation                                              |
| ↳ Be-Bop-Highschool: Kaizokuban (3 Folgen)                                         | ビー・バップ・ハイスクール海賊版, Bī-Bappu Haisukūru Kaizokuban                                                                                              | 1991 als OVA          | Tōei Animation                                              |
| Be-Boy Kidnapp’n Idol (eine Folge)                                                 | BE-BOY KIDNAPP'N IDOL | 1989 als OVA          | AIC                                                         |
| Beast Saga (38 Folgen)                                                             | ビーストサーガ, Bīsuto Sāga | 2013 als Fernsehserie | SynergySP                                                   |
| Beat Shot!! (eine Folge)                                                           | ビートショット, Bīto Shotto, Watch Me Sink My Putz | 1989 als OVA          | Gainax                                                      |
| Beatless (24 Folgen)                                                               | BEATLESS | 2018 als Fernsehserie | Diomedéa                                                    |
| ↳ Beatless: Final Stage (24? Folgen)                                               | BEATLESS Final Stage | 2018 als Fernsehserie | Diomedéa                                                    |
| Beck (26 Folgen)                                                                   | ベック | 2004 als Fernsehserie | Madhouse                                                    |
| Beelzebub (60 Folgen)                                                              | べるぜバブ | 2011 als Fernsehserie | Studio Pierrot+                                             |
| Belladonna of Sadness                                                              | 哀しみのベラドンナ, Kanashimi no Beradonna | 1973 als Film         | Mushi Production                                            |
| Belle und Sebastian (Anime-Serie) (52 Folgen)                                      | 名犬ジョリィ, Meiken Jorii | 1981 als Fernsehserie | MK Company, Tōhō                                            |
| Benkei tai Ushiwaka                                                                | べんけい対ウシワカ | 1939 als Kurzfilm     | Nihon Doga Kenkyujo                                         |
| Bermuda Triangle – Colorful Pastorale (? Folgen)                                   | バミューダトライアングル 〜カラフル・パストラーレ〜, Bamyūda Toraianguru – Karafuru Pasutorāre                                                               | 2019 als Fernsehserie | Seven Arcs Pictures                                         |
| Berserk (25 Folgen)                                                                | 剣風伝奇ベルセルク, Kempū Denki Beruseruku | 1997 als Fernsehserie | Oriental Light and Magic                                    |
| ↳ Berserk – Das Goldene Zeitalter I                                                | ベルセルク 黄金時代篇I 覇王の卵, Beruseruku Ōgon Jidai-Hen I: Haō no Tamago                                                                                  | 2012 als Film         | Studio 4°C                                                  |
| ↳ Berserk – Das Goldene Zeitalter II                                               | ベルセルク 黄金時代篇II ドルドレイ攻略, Beruseruku Ōgon Jidai-Hen II: Dorudorei Kōryaku                                                                      | 2012 als Film         | Studio 4°C                                                  |
| ↳ Berserk – Das Goldene Zeitalter III                                              | ベルセルク 黄金時代篇III 降臨, Beruseruku Ōgon Jidai-Hen III: Kōrin                                                                                          | 2013 als Film         | Studio 4°C                                                  |
| ↳ Berserk (12 Folgen)                                                              | ベルセルク, Beruseruku | 2016 als Fernsehserie | Gemba, Millepensee                                          |
| ↳ Berserk (12 Folgen)                                                              | ベルセルク, Beruseruku | 2017 als Fernsehserie | Gemba, Millepensee                                          |
| Betsu ni Anta no Tame ni Ōkiku nattan Janain Dakara ne!! (eine Folge)              | 別にアンタの為に大きくなったんじゃないんだからねっ!!, I Totally Don’t Even Care About Your Erection!                                                         | 2011 als OVA          | ChiChi No Ya                                                |
| Betterman (26 Folgen)                                                              | ベターマン | 1999 als Fernsehserie | Japan Victor Company, Sunrise                               |
| Between the Sky and Sea (12 Folgen)                                                | ソラとウミのアイダ, Sora to Umi no Aida | 2018 als Fernsehserie | TMS/Double Eagle                                            |
| Beyblade (51 Folgen)                                                               | 爆転シュート ベイブレード, Bakuten Shūto Beiburēdo, Bakuten Shoot Beyblade                                                                                   | 2001 als Fernsehserie | Madhouse                                                    |
| ↳ Bakuten Shoot Beyblade The Movie: Takao vs. Daichi                               | 爆転シュートベイブレード THE MOVIE 激闘!!タカオVS大地 | 2002 als Film         | Nihon Animedia                                              |
| ↳ Beyblade Vforce (51 Folgen)                                                      | 爆転シュートベイブレード2002, Bakuten Shūto Beiburēdo 2002, Bakuten Shoot Beyblade 2002                                                                      | 2002 als Fernsehserie | Nihon Animedia                                              |
| ↳ Beyblade G Revolution (52 Folgen)                                                | 爆転シュート ベイブレード Gレボリューション, Bakuten Shūto Beiburēdo: G Reboryūshon, Bakuten Shoot Beyblade G-Revolution                                     | 2003 als Fernsehserie | Nihon Animedia                                              |
| Beyblade: Metal Fusion (51 Folgen)                                                 | メタルファイト ベイブレード, Metaru Faito Beiburēdo, Metal Fight Beyblade                                                                                    | 2009 als Fernsehserie | Tatsunoko Pro                                               |
| ↳ Beyblade: Metal Fusion (51 Folgen)                                               | メタルファイト ベイブレード 爆, Metaru Faito Beiburēdo Baku, Metal Fight Beyblade Baku                                                                       | 2010 als Fernsehserie | SynergySP                                                   |
| ↳ Gekijōban Metal Fight Beyblade vs Taiyō: Shakunetsu no Shinryakusha Sol Blaze    | 劇場版メタルファイト ベイブレードVS太陽 灼熱の侵略者ソルブレイズ, Gekijōban Metaru Faito Beiburēdo VS Taiyō: Shakunetsu no Shinryakusha Soru Bureizu         | 2010 als Film         | SynergySP                                                   |
| ↳ Beyblade: Metal Fusion (52 Folgen)                                               | メタルファイト ベイブレード 4D, Metaru Faito Beiburēdo 4D, Metal Fight Beyblade 3D                                                                           | 2011 als Fernsehserie | SynergySP                                                   |
| ↳ Beyblade: Shogun Steel (38 Folgen)                                               | メタルファイト ベイブレード ZEROG, Metaru Faito Beiburēdo ZeroG, Metal Fight Beyblade ZeroG                                                                  | 2012 als Fernsehserie | Tatsunoko Production                                        |
| Beyond (eine Folge)                                                                | | 2003 als OVA          | Studio 4°C                                                  |
| Beyond the Boundary – Kyoukai no Kanata (12 Folgen)                                | 境界の彼方, Kyōkai no Kanata | 2013 als Fernsehserie | Kyōto Animation                                             |
| ↳ Gekijōban Kyōkai no Kanata – I’ll Be Here                                        | 劇場版 境界の彼方 -I'LL BE HERE-, Gekijōban Kyōkai no Kanata – I’ll Be Here                                                                                  | 2015 als Film         | Kyōto Animation                                             |
| Bible Black                                                                        | |                       |                                                             |
| ↳ Bible Black: La Noche de Walpurgis (6 Folgen)                                    | バイブルブラック, Baiburu Burakku | 2001 als OVA          | Museum Pictures                                             |
| ↳ Bible Black La Lanza de Longinus: Shin Bible Black (6 Folgen)                    | 新・バイブルブラック, Shin Baibura Burakku | 2004 als OVA          | Studio Jam                                                  |
| ↳ Bible Black: Gaiden (2 Folgen)                                                   | バイブルブラック 外伝, Baiburu Burakku Gaiden | 2002 als OVA          | Museum Pictures                                             |
| ↳ Bible Black: Only-han (2 Folgen)                                                 | バイブルブラック・オンリー版, Baibura Burakku: Onrī-han | 2005 als OVA          | Studio Jam                                                  |
| Die Biene Maja (52 Folgen)                                                         | みつばちマーヤの冒険, Mitsubachi Māya no Bōken | 1975 als Fernsehserie | Nippon Animation                                            |
| ↳ Die Biene Maja (52 Folgen)                                                       | 新 みつばちマーヤの冒険, Shin Mitsubachi Māya no Bōken | 1979 als Fernsehserie | Wako Production                                             |
| Big Order (10 Folgen)                                                              | ビッグオーダー, Biggu Ōdā | 2016 als Fernsehserie | Asread                                                      |
| Big Wars: Kami Utsu Akaki Kōya ni                                                  | ビッグ・ウォーズ 神撃つ朱き荒野に, Daisenki | 1993 als Film         | Magic Bus                                                   |
| Big X                                                                              | ビッグX | 1964 als Film         | Tokyo Movie Shinsha                                         |
| Das Bildnis der Petit Cossette (3 Folgen)                                          | コゼットの肖像, Kosetto no Shōzō, Cossette no Shōzō | 2004 als OVA          | Daume                                                       |
| Bijukubo (2 Folgen)                                                                | 美熟母 | 2010 als OVA          | Digital Works, Y.O.U.C.                                     |
| Bikini Warriors (12 Folgen)                                                        | ビキニ・ウォリアーズ, Bikini Woriāzu | 2015 als Fernsehserie | feel., PRA                                                  |
| Bikkuriman (75 Folgen)                                                             | ビックリマン | 1987 als Fernsehserie | Tōei Animation                                              |
| ↳ Bikkuriman: Taiichiji Seima Taisen                                               | ビックリマン 第一次聖魔大戦 | 1988 als Film         | Tōei Animation                                              |
| ↳ Bikkuriman: Moen Zone no Himitsu                                                 | ビックリマン 無縁ゾーンの秘宝 | 1988 als Film         | Tōei Animation                                              |
| ↳ Shin Bikkuriman (72 Folgen)                                                      | 新ビックリマン | 1989 als Fernsehserie | Tōei Animation                                              |
| ↳ Super Bikkuriman (44 Folgen)                                                     | スーパービックリマン | 1992 als Fernsehserie | Tōei Animation                                              |
| ↳ Bikkuriman 2000 (68 Folgen)                                                      | ビックリマン2000 | 1999 als Fernsehserie | Nippon Animation, Studio Comet                              |
| ↳ Happy Lucky Bikkuriman (46 Folgen)                                               | 祝!(ハピ☆ラキ)ビックリマン | 2006 als Fernsehserie | Tōei Animation                                              |
| Binan Kōkō Chikyū Bōeibu Love! (12 Folgen)                                         | 美男高校地球防衛部LOVE!, Binan Kōkō Chikyū Bōeibu Love! | 2015 als Fernsehserie | Diomedéa                                                    |
| ↳ Binan Kōkō Chikyū Bōeibu Love! Love! (12 Folgen)                                 | 美男高校地球防衛部LOVE!LOVE!, Binan Kōkō Chikyū Bōeibu Love! Love!                                                                                           | 2016 als Fernsehserie | Studio Comet                                                |
| ↳ Binan Kōkō Chikyū Bōeibu Love! Love! Love! (eine Folge)                          | 美男高校地球防衛部LOVE!LOVE!LOVE!, Binan Kōkō Chikyū Bōeibu Love! Love! Love!                                                                                | 2017 als OVA          | Studio Comet                                                |
| ↳ Binan Kōkō Chikyū Bōeibu Happy Kiss! (12 Folgen)                                 | 美男高校地球防衛部HAPPY KISS!, Binan Kōkō Chikyū Bōeibu Happy Kiss!                                                                                          | 2018 als Fernsehserie | Studio Comet                                                |
| Binbōgami ga! (13 Folgen)                                                          | 貧乏神が! | 2012 als Fernsehserie | Sunrise                                                     |
| Binchō-tan (12 Folgen)                                                             | びんちょうタン | 2006 als Fernsehserie | Studio Deen                                                 |
| ↳ Binchō-tan: Aozora ni Wasure Mono (eine Folge)                                   | びんちょうタン 青空にわすれもの | 2006 als OVA          | Studio Ishikawa Pro                                         |
| Binetsu Hime: Zange no Shō (eine Folge)                                            | 微熱姫 懺悔の章 | 2001 als OVA          | Office AO                                                   |
| Binetsu Shōkōgun (2 Folgen)                                                        | 微熱症候群, Slight Fever Syndrome | 1997 als OVA          | Caress Communications                                       |
| Binetsukko ♭37℃ (2 Folgen)                                                         | 微熱っ娘 ♭37℃, Binetsukko Flat 37 | 2003 als OVA          | Pink Pineapple                                              |
| Binkan Athlete (eine Folge)                                                        | びんかんアスリート | 2009 als OVA          | T-Rex                                                       |
| Binzume Yōsei                                                                      | 瓶詰妖精, Bottle Fairy | 2003 als Film         | Xebec                                                       |
| Biohunter (eine Folge)                                                             | バイオ・ハンター | 1995 als OVA          | Madhouse                                                    |
| Birei Okami Mie (eine Folge)                                                       | 美麗女将・美恵 | 2011 als OVA          | schoolzone                                                  |
| Birth (eine Folge)                                                                 | バース, Bāsu | 1984 als OVA          | Idol, Kaname Production                                     |
| Biruma no Tategoto (eine Folge)                                                    | ビルマの竪琴 | 1986 als Special      |                                                             |
| Bishōjo Senshi Venus Five (4 Folgen)                                               | ビーナスファイブ | 1994 als OVA          | Dandelion                                                   |
| Bishōjo Yūgekitai Battle Skipper (3 Folgen)                                        | 美少女遊撃隊バトルスキッパー, Lightning Attacker Exstars Battle Skipper                                                                                      | 1995 als OVA          | Artmic                                                      |
| Bishōjo Yūgi Unit Crane Gale (13 Folgen)                                           | 美少女遊戯ユニットクレーンゲール, Bishōjo Yūgi Yunitto Kurēn Gēru                                                                                            | 2016 als Fernsehserie | Kyōfū Tomato                                                |
| Bit the Cupid (48 Folgen)                                                          | ビット・ザ・キューピッド, Bitto za Kyūpiddo | 1996 als Fernsehserie | Satelight, Group TAC                                        |
| Black Blood Brothers (12 Folgen)                                                   | ブラック・ブラッド・ブラザーズ, Burakku Buraddo Burazāzu | 2006 als Fernsehserie | Group TAC, Studio Live                                      |
| Black Bullet (13 Folgen)                                                           | ブラック・ブレット, Burakku Buretto | 2014 als Fernsehserie | Kinema Citrus, Orange                                       |
| Black Cat (24 Folgen)                                                              | ブラックキャット, Burakku Kyatto | 2005 als Fernsehserie | Gonzo                                                       |
| Black Clover (51 Folgen)                                                           | ブラッククローバー, Burakko Kurōbā | 2017 als Fernsehserie | Studio Pierrot                                              |
| Black Gate (2 Folgen)                                                              | ブラックゲート, Burakku Gēto | 2004 als OVA          | Studio Jam                                                  |
| Black Jack                                                                         | ブラック・ジャック, Burakku Jakku |                       |                                                             |
| ↳ Black Jack (10 Folgen)                                                           | ブラック・ジャック, Burakku Jakku | 1993 als OVA          | Studio Comet                                                |
| ↳ Black Jack: Capital Transfer To Heian                                            | | 1996 als Film         | Beijing Sharaku Art Co., Ltd.                               |
| ↳ Black Jack – The Movie                                                           | | 1996 als Film         |                                                             |
| ↳ Black Jack (12 Folgen)                                                           | ブラック・ジャック, Burakku Jakku | 2001 als Web-Anime    |                                                             |
| ↳ Black Jack (61 Folgen)                                                           | ブラック・ジャック, Burakku Jakku | 2004 als Fernsehserie | Tezuka Productions                                          |
| ↳ Black Jack 21 (17 Folgen)                                                        | ブラック・ジャック21, Burakku Jakku 21 | 2006 als Fernsehserie | Tezuka Productions                                          |
| ↳ Black Jack: Futari no Kuroi Isha                                                 | ブラック・ジャック ふたりの黒い医者 | 2005 als Film         | Tezuka Productions                                          |
| ↳ Dr. Pinoko no Mori no Bōken                                                      | Dr. ピノコの森の冒険 | 2005 als Film         | Tezuka Productions                                          |
| Black Lagoon (12 Folgen)                                                           | ブラックラグーン, Burakku Ragūn | 2006 als Fernsehserie | Madhouse                                                    |
| ↳ Black Lagoon: The Second Barrage (12 Folgen)                                     | ブラックラグーン The Second Barrage, Burakku Ragūn The Second Barrage                                                                                        | 2006 als Fernsehserie | Madhouse                                                    |
| ↳ Black Lagoon: Roberta’s Blood Trail (5 Folgen)                                   | | 2010 als OVA          | Madhouse                                                    |
| Black Magic M-66 (eine Folge)                                                      | | 1987 als OVA          | Bandai Visual                                               |
| Black Rock Shooter (eine Folge)                                                    | ブラック★ロックシューター | 2009 als OVA          | Ordet                                                       |
| ↳ Black Rock Shooter (8 Folgen)                                                    | ブラック★ロックシューター | 2012 als Fernsehserie | Ordet, Sanzigen                                             |
| Blade (12 Folgen)                                                                  | ブレイド | 2011 als Fernsehserie | Madhouse                                                    |
| Blade & Soul (13 Folgen)                                                           | ブレイドアンドソウル, Bureido ando Sōru | 2014 als Fernsehserie | Gonzo                                                       |
| Blame! Ver.0.11 (6 Folgen)                                                         | BLAME! Ver.0.11 | 2003 als Web-Anime    | Group TAC                                                   |
| ↳ Prologue of Blame! (2 Folgen)                                                    | プロローグ・オブ・BLAME!, Purorōgu obu Blame! | 2007 als OVA          | Production I.G, Jinni’s Animation Studio                    |
| Blassreiter (24 Folgen)                                                            | ブラスレイター, Burasureitā | 2008 als Fernsehserie | Gonzo                                                       |
| BlazBlue Alter Memory (12 Folgen)                                                  | BLAZBLUE Alter Memory | 2013 als Fernsehserie | TeamKG, Hoods Entertainment                                 |
| Bleach (366 Folgen)                                                                | BLEACH | 2004 als Fernsehserie | Studio Pierrot                                              |
| ↳ Bleach: Memories in the Rain (eine Folge)                                        | | 2004 als OVA          | Studio Pierrot                                              |
| ↳ Bleach: The Sealed Sword Frenzy (eine Folge)                                     | | 2005 als OVA          | Studio MAT                                                  |
| ↳ Gekijōban Bleach: Memories of Nobody                                             | 劇場版BLEACH MEMORIES OF NOBODY | 2006 als Film         | Studio Pierrot                                              |
| ↳ Gekijōban Bleach: The DiamondDust Rebellion – Mō Hitotsu no Hyōrinmaru           | 劇場版BLEACH The DiamondDust Rebellion もう一つの氷輪丸 | 2007 als Film         | Studio Pierrot                                              |
| Blend S (12 Folgen)                                                                | ブレンド・S, Burendo S | 2017 als Fernsehserie |                                                             |
| Blind Night (3 Folgen)                                                             | ブラインドナイト, Buraindo Naito | 2002 als OVA          | Japan Home Video                                            |
| Blocker Gundan IV Machine Blaster (38 Folgen)                                      | ブロッカー軍団IVマシーンブラスター, Blocker Corps | 1976 als Fernsehserie | Ashi Production, Nippon Animation                           |
| Blood: The Last Vampire                                                            | BLOOD THE LAST VAMPIRE | 2000 als Film         | Production I.G                                              |
| Blood+ (50 Folgen)                                                                 | BLOOD+ | 2005 als Fernsehserie | Production I.G                                              |
| Blood-C (12 Folgen)                                                                | BLOOD-C | 2011 als Fernsehserie | Production I.G                                              |
| Blood Lad (10 Folgen)                                                              | ブラッドラッド, Buraddo Raddo | 2013 als Fernsehserie | Brain’s Base                                                |
| Blood Royale (2 Folgen)                                                            | ブラッドロイヤル | 2002 als OVA          | Discovery                                                   |
| Bloodivores (12 Folgen)                                                            | | 2016 als Fernsehserie | Creators in Pack                                            |
| Bloods: Inraku no Ketsuzoku 2 (eine Folge)                                         | Bloods~淫落の血族2~ | 2011 als OVA          | PoRO                                                        |
| Blue Dragon (102 Folgen)                                                           | ブルードラゴン | 2007 als Fernsehserie | Studio Pierrot                                              |
| Blue Drop: Tenshi-tachi no Gikyoku                                                 | BLUE DROP ~天使達の戯曲~ | 2007 als Film         | Asahi Production, BeSTACK                                   |
| Blue Gender (26 Folgen)                                                            | ブルージェンダー, Burū Jendā | 1999 als Fernsehserie | AIC                                                         |
| ↳ Blue Gender: The Warrior                                                         | | 2002 als Film         | AIC                                                         |
| Blue Remains                                                                       | ブルー・リメイン | 2000 als Film         | DAAC Corporation, Digital Media Factory                     |
| Blue Submarine No.6 (4 Folgen)                                                     | バオー来訪者 | 1998 als OVA          | Gonzo                                                       |
| Boarding School Juliet (12 Folgen)                                                 | 寄宿学校のジュリエット, Kishuku Gakkō no Jurietto, Kishuku Gakkō no Juliet                                                                                   | 2018 als Fernsehserie | Lidenfilms                                                  |
| Bob, der Flaschengeist (105 Folgen)                                                | ハクション大魔王, Hakushon Daimaō, The Genie Family, Bob in the Bottle                                                                                       | 1969 als Fernsehserie | Tatsunoko Production                                        |
| Bobby ni Kubittake                                                                 | ボビーに首ったけ, Bobby’s Girl | 1985 als Film         | Madhouse, Project Team Argos                                |
| Bobobo-bo Bo-bobo (76 Folgen)                                                      | ボボボーボ・ボーボボ, Bobobōbo Bōbobo | 2003 als Fernsehserie | Tōei Animation                                              |
| Bocchi the Rock! (12 Folgen)                                                       | ぼっち・ざ・ろっく!, Botchi za Rokku! | 2022 als Fernsehserie | CloverWorks                                                 |
| Body Jack – Tanoshii Yutai Ridatsu (eine Folge)                                    | ボディジャック 楽しい幽体離脱 | 1987 als OVA          |                                                             |
| Boin (2 Folgen)                                                                    | boin | 2005 als OVA          | Sindaebang Film                                             |
| ↳ Resort Boin (3 Folgen)                                                           | リゾートBOIN, Risōto Boin | 2007 als OVA          | Studio Eromatick                                            |
| Bōken Gabotenjima (39 Folgen)                                                      | 冒険ガボテン島 | 1967 als Fernsehserie | Tele-Cartoon Japan                                          |
| Bōken Korobokkuru (26 Folgen)                                                      | 冒険コロボックル | 1973 als Fernsehserie | Eiken, Tatsunoko Production                                 |
| Bōken Ō Beet (77 Folgen)                                                           | 冒険王ビィト, Beet the Vandel Buster | 2004 als Fernsehserie | Tōei Animation                                              |
| Bōken Shitemoii Goro (3 Folgen)                                                    | 冒険してもいい頃 | 1989 als OVA          | Knack Productions                                           |
| Bōken Shōnen Shadar (156 Folgen)                                                   | 冒険少年シャダー, Adventure Boy Shadar | 1967 als Fernsehserie | Nippon Hōsō Eigasha, Tōei Animation                         |
| Bōken Yūki Pluster World (52 Folgen)                                               | 冒険遊記プラスターワールド, Bōken Yūki Purasutā Wārudo, Journey of Adventure: PLUSTERWORLD                                                                   | 2003 als Fernsehserie | Actas, Brain’s Base                                         |
| Boku no Bokugo (eine Folge)                                                        | ぼくの防空壕, My Air Raid Shelter | 2005 als Special      | Shin’ei Dōga                                                |
| Boku no Imōto wa „Ōsaka Okan“ (12 Folgen)                                          | 僕の妹は「大阪おかん」 | 2013 als Fernsehserie | Charaction                                                  |
| Boku no Marie (3 Folgen)                                                           | ぼくのマリー, Metal Angel Marie | 1996 als OVA          | Studio Pierrot                                              |
| Boku no Pico (eine Folge)                                                          | ぼくのぴこ | 2006 als OVA          | Blue Cats, Sugar Boy                                        |
| ↳ Pico to Chico (eine Folge)                                                       | ぴことちこ, Pico to Chico – Series Pico 2 | 2007 als OVA          | Blue Cats, Sugar Boy                                        |
| ↳ Pico×CoCo×Chico (eine Folge)                                                     | ぴこ×CoCo×ちこ, Pico×CoCo×Chico – Series Pico 3 | 2008 als OVA          | Blue Cats, Sugar Boy                                        |
| Boku no Son Goku                                                                   | ぼくの孫悟空 | 2003 als Film         |                                                             |
| Boku wa Imōto ni Koi o Suru: Secret Sweethearts – Kono Koi wa Himitsu (eine Folge) | 僕は妹に恋をする シークレット・スウィートハート この恋はひみつ                                                                                               | 2005 als OVA          |                                                             |
| Boku wa Konomama Kaeranai (eine Folge)                                             | ぼくはこのまま帰らない, Our Road of No Return, I Shall Never Return                                                                                          | 2006 als OVA          | J.C.Staff                                                   |
| Boku wa Tomodachi ga Sukunai (eine Folge)                                          | 僕は友達が少ない | 2011 als OVA          | AIC Build                                                   |
| ↳ Boku wa Tomodachi ga Sukunai (12 Folgen)                                         | 僕は友達が少ない | 2011 als Fernsehserie | AIC Build                                                   |
| ↳ Boku wa Tomodachi ga Sukunai: Add-on Disc (eine Folge)                           | 僕は友達が少ない あどおんでぃすく, Boku wa Tomodachi ga Sukunai: Ado-on Disuku                                                                               | 2012 als OVA          | AIC Build                                                   |
| ↳ Boku wa Tomodachi ga Sukunai Next (12 Folgen)                                    | 僕は友達が少ないNEXT | 2013 als Fernsehserie | AIC Build                                                   |
| Boku, Otaryman. (eine Folge)                                                       | ぼく、オタリーマン. | 2010 als OVA          | Panda Factory, Studio Puyukai                               |
| Bokura ga Ita (26 Folgen)                                                          | 僕等がいた | 2006 als Fernsehserie | Artland                                                     |
| Bokura Mangaka – Tokiwa-sō Monogatari (eine Folge)                                 | ぼくらマンガ家・トキワ荘物語 | 1981 als Special      | Tōei Animation                                              |
| Bokurano (24 Folgen)                                                               | ぼくらの | 2007 als Fernsehserie | Gonzo                                                       |
| Bokura wa Minna Kawaisō (13 Folgen)                                                | 僕らはみんな河合荘 | 2014 als Fernsehserie | Brain’s Base                                                |
| Bokusatsu Tenshi Dokuro-chan (12 Folgen)                                           | 撲殺天使ドクロちゃん | 2005 als Fernsehserie | Hal Film Maker                                              |
| ↳ Bokusatsu Tenshi Dokuro-chan Second (4 Folgen)                                   | 撲殺天使ドクロちゃん2 | 2007 als OVA          | Hal Film Maker                                              |
| Bōkyaku no Senritsu (24 Folgen)                                                    | 忘却の旋律, Melody of Oblivion | 2004 als Fernsehserie | J.C.Staff                                                   |
| Bomberman Jetters (52 Folgen)                                                      | ボンバーマン ジェッターズ, Bonbāman Jettāzu | 2002 als Fernsehserie | Studio Deen                                                 |
| Bondage Game – Shinsō no Reijō-tachi (2 Folgen)                                    | ボンデージ・ゲーム〜深窓の隷嬢達〜 | 2003 als OVA          | Pink Pineapple                                              |
| Bondage House (eine Folge)                                                         | ディテクティブ file.1 禁断の愛, Detective File.1: Kindan no Ai                                                                                               | 1999 als OVA          | Green Bunny                                                 |
| Bōnen no Xam’d (26 Folgen)                                                         | 亡念のザムド, Bōnen no Zamudo | 2008 als Web-Anime    | Bones                                                       |
| Bonjour Sweet Love Patisserie (24 Folgen)                                          | Bonjour♪恋味パティスリー, Bonjour Koiaji Patisurī, Bonjour Koiaji Patisserie                                                                                 | 2014 als Fernsehserie | Connect, Silver Link                                        |
| Bono Bono (48 Folgen)                                                              | ぼのぼの | 1995 als Fernsehserie |                                                             |
| Boogiepop Phantom (12 Folgen)                                                      | ブギーポップは笑わない Boogiepop Phantom, Bugīpoppu wa Warawanai Boogiepop Phantom                                                                           | 2000 als Fernsehserie | Madhouse                                                    |
| ↳ Boogiepop and Others (? Folgen)                                                  | ブギーポップは笑わない Boogiepop and Others, Bugīpoppu wa Warawanai: Boogiepop and Others                                                                    | 2019 als Fernsehserie | Madhouse                                                    |
| Boruto – Naruto Next Generations (13 Folgen)                                       | BORUTO-ボルト- NARUTO NEXT GENERATIONS | 2017 als Fernsehserie | Studio Pierrot                                              |
| Bosco Daibōken (26 Folgen)                                                         | ボスコアドベンチャー | 1986 als Fernsehserie | Nippon Animation                                            |
| Bōsō Sengokushi (2 Folgen)                                                         | 暴走戦国史 | 1991 als OVA          |                                                             |
| Botchan (eine Folge)                                                               | 坊っちゃん | 1980 als Special      | Madhouse                                                    |
| Bōkyaku no Senritsu (24 Folgen)                                                    | 忘却の旋律 | 2004 als Fernsehserie | J.C.Staff                                                   |
| Bounty Dog (2 Folgen)                                                              | バウンティ・ドッグ | 1994 als OVA          | Animate                                                     |
| Boyfriend (eine Folge)                                                             | ボーイフレンド, Bōifurendo | 1992 als Special      | Magic Bus                                                   |
| Boys Be… (13 Folgen)                                                               | ボーイズ・ビー, Bōizu Bī | 2002 als Fernsehserie | Hal Film Maker                                              |
| Brain Powerd (26 Folgen)                                                           | ブレンパワード | 1998 als Fernsehserie | Gonzo                                                       |
| Brave Fire S09 (eine Folge)                                                        | ブレイブファイヤーS0・9 | 1987 als Special      | Tezuka Productions                                          |
| Brave Story                                                                        | ブレイブ・ストーリー, Bureibu Sutōrī | 2006 als Film         | Sunrise                                                     |
| Brave 10 (12 Folgen)                                                               | BRAVE10, Bureibu Ten | 2012 als Fernsehserie | Studio Sakimakura                                           |
| Break Blade                                                                        | |                       |                                                             |
| ↳ Gekijōban Break Blade Daiisshō: Kakusei no Koku                                  | 劇場版 ブレイク ブレイド 第一章「覚醒ノ刻」 | 2010 als Film         | Production I.G, Xebec                                       |
| ↳ Gekijōban Break Blade Dainishō: Ketsubetsu no Michi                              | 劇場版 ブレイク ブレイド 第二章「訣別ノ路」 | 2010 als Film         | Production I.G, Xebec                                       |
| ↳ Gekijōban Break Blade Daisanshō: Kyōjin no Kizu                                  | 劇場版 ブレイク ブレイド 第三章「凶刃ノ痕」 | 2010 als Film         | Production I.G, Xebec                                       |
| ↳ Gekijōban Break Blade Daiyonshō: Sanka no Chi                                    | 劇場版 ブレイク ブレイド 第四章「惨禍ノ地」 | 2010 als Film         | Production I.G, Xebec                                       |
| ↳ Gekijōban Break Blade Daigoshō: Shisen no Hate                                   | 劇場版 ブレイク ブレイド 第五章「死線ノ涯」 | 2011 als Film         | Production I.G, Xebec                                       |
| ↳ Gekijōban Break Blade Dairokushō: Dōkoku no Toride                               | 劇場版 ブレイク ブレイド 第六章「慟哭ノ砦」 | 2011 als Film         | Production I.G, Xebec                                       |
| ↳ Break Blade (12 Folgen)                                                          | ブレイクブレイド, Bureiku Bureido | 2014 als Fernsehserie | Xebec, Production I.G                                       |
| Breakage (eine Folge)                                                              | ブレイクエイジ | 1999 als OVA          |                                                             |
| Bremen 4: Jigoku no Naka no Tenshi-tachi                                           | ブレーメン4 地獄の中の天使たち | 1981 als Film         | Tezuka Productions                                          |
| Ein Brief an Momo                                                                  | ももへの手紙, Momo e no Tegami | 2011 als Film         | Production I.G                                              |
| Brigadoon: Marin to Melan                                                          | ブリガドーン まりんとメラン, Burigadōn: Marin to Meran | 2000 als Film         | Sunrise                                                     |
| Zetsuai                                                                            | |                       |                                                             |
| ↳ Zetsuai 1989 (eine Folge)                                                        | | 1992 als OVA          | Madhouse                                                    |
| ↳ Bronze: Zetsuai Since 1989 (eine Folge)                                          | | 1996 als OVA          | Production I.G                                              |
| ↳ Bronze Kōji Nanjō Cathexis (eine Folge)                                          | Cathexis | 1994 als OVA          | Madhouse                                                    |
| Brothers Conflict (12 Folgen)                                                      | BROTHERS CONFLICT | 2013 als Fernsehserie | Brain’s Base                                                |
| Btooom! (12 Folgen)                                                                | BTOOOM! | 2012 als Fernsehserie | Madhouse                                                    |
| B’t X (25 Folgen)                                                                  | | 1996 als Fernsehserie | TMS Entertainment                                           |
| ↳ B’t X Neo (14 Folgen)                                                            | | 1997 als OVA          | TMS Entertainment                                           |
| Bubblegum Crisis (8 Folgen)                                                        | バブルガムクライシス, Baburugamu Kuraishisu | 1987 als OVA          | AIC, Artmic                                                 |
| ↳ Bubblegum Crash (3 Folgen)                                                       | バブルガムクラッシュ!, Baburugamu Kurasshu! | 1991 als OVA          | Artmic                                                      |
| ↳ Bubblegum Crisis Tokyo 2040 (26 Folgen)                                          | バブルガムクライシスTOKYO2040, Bubblegum Crisis 2040 | 1998 als Fernsehserie | AIC                                                         |
| BuBu ChaCha (26 Folgen)                                                            | ぶぶチャチャ | 1999 als Fernsehserie | Studio Daume, Japan Digital Entertainment                   |
| ↳ Daisuki! BuBu ChaCha (26 Folgen)                                                 | だいすき! ぶぶチャチャ | 2001 als Fernsehserie | Studio Daume, Japan Digital Entertainment                   |
| Bubuki Buranki (12 Folgen)                                                         | ブブキ・ブランキ, BBK/BRNK | 2016 als Fernsehserie | Sanzigen                                                    |
| ↳ Bubuki Buranki: Hoshi no Kyojin (12 Folgen)                                      | ブブキ・ブランキ 星の巨人 | 2016 als Fernsehserie | Sanzigen                                                    |
| Butchigiri (4 Folgen)                                                              | ぶっちぎり | 1989 als OVA          | Nippon Animation                                            |
| Buddha Saitan                                                                      | 仏陀再誕, The Rebirth of Buddha | 2009 als Film         | Group TAC                                                   |
| Buddy Complex (13 Folgen)                                                          | バディ・コンプレックス, Badi Kompurekkusu | 2014 als Fernsehserie | Sunrise                                                     |
| Bug tte Honey (51 Folgen)                                                          | Bugってハニー | 1986 als Fernsehserie | Tokyo Movie Shinsha                                         |
| ↳ Bug tte Honey: Megaromu Shōjo Ma 4622                                            | Bugってハニー メガロム少女舞4622, Honey the Bug Dance Megarom Girl 4622                                                                                      | 1987 als Film         | Tōkyō Movie Shinsha                                         |
| Bumpety Boo – Der kleine gelbe Superflitzer (130 Folgen)                           | へーい!ブンブー, Hey! Bunbū, Bumpety Boo | 1985 als Fernsehserie | Nippon Animation                                            |
| Bunbuku Chagama                                                                    | 文福茶釜, Raccoon That Helped a Junk Man, The Bunbuku Teapot                                                                                                 | 1928 als Kurzfilm     | Yokohama Cinema Kyokai                                      |
| Bungaku Shōjo                                                                      | |                       |                                                             |
| ↳ Bungaku Shōjo Kyō no Oyatsu – Hatsukoi (eine Folge)                              | “文学少女”今日のおやつ 〜はつ恋〜 | 2009 als OVA          | Production I.G                                              |
| ↳ Bungaku Shōjo                                                                    | 文学少女, A literary girl | 2010 als Film         | Production I.G                                              |
| ↳ Bungaku Shōjo Memoir I – Yume Miru Shōjo no Prelude (eine Folge)                 | "文学少女"メモワール I -夢見る少女の前奏曲, „Bungaku Shōjo“ Memowāru I – Yume Miru Shōjo no Pureryūdo, Literature Girl Memoir I -Prelude of a Dreaming Girl- | 2010 als OVA          | Production I.G                                              |
| ↳ Bungaku Shōjo Memoir II – Sora Mau Tenshi no Requiem (eine Folge)                | "文学少女"メモワール II -ソラ舞う天使の鎮魂曲, „Bungaku Shōjo“ Memowāru II – Sora Mau Tenshi no Rekuiemu                                                     | 2010 als OVA          | Production I.G                                              |
| ↳ Bungaku Shōjo Memoir III – Koi Suru Otome no Rhapsody (eine Folge)               | "文学少女"メモワール III -恋する乙女の狂想曲, „Bungaku Shōjo“ Memowāru III – Koi Suru Otome no Rapusodi                                                      | 2010 als OVA          | Production I.G                                              |
| Bungō Stray Dogs (12 Folgen)                                                       | 文豪ストレイドッグス, Bungō Sutorei Doggusu | 2016 als Fernsehserie | Bones                                                       |
| ↳ Bungō Stray Dogs (12 Folgen)                                                     | 文豪ストレイドッグス, Bungō Sutorei Doggusu | 2016 als Fernsehserie | Bones                                                       |
| Burn Up (eine Folge)                                                               | バーンナップ, Bānnappu | 1991 als OVA          | AIC                                                         |
| ↳ Burn Up W (4 Folgen)                                                             | バーンナップ W, Bānnappu W | 1996 als OVA          | AIC                                                         |
| ↳ Burn Up Excess (13 Folgen)                                                       | バーンナップ EXCESS, Bānnappu EXCESS | 1997 als Fernsehserie | AIC                                                         |
| ↳ Burn Up Scramble (12 Folgen)                                                     | バーンナップスクランブル | 2004 als Fernsehserie | AIC Spirits                                                 |
| Burning Blood (3 Folgen)                                                           | | 1990 als OVA          | Magic Bus                                                   |
| Burning Village (10 Folgen)                                                        | バーニング・ビレッジ | 1989 als OVA          |                                                             |
| Burst Angel (24 Folgen)                                                            | 爆裂天使, Bakuretsu Tenshi | 2004 als Fernsehserie | Gonzo                                                       |
| ↳ Burst Angel: Infinity (eine Folge)                                               | 爆裂天使 -INFINITY- | 2007 als OVA          | Gonzo                                                       |
| Bus Gamer (3 Folgen)                                                               | ビズゲーマー | 2008 als Fernsehserie | Studio Izena                                                |
| Buschbabies – Im Land der wilden Tiere (40 Folgen)                                 | 大草原の小さな天使 ブッシュベイビー, Daisōgen no Chiisana Tenshi Bush Baby                                                                                   | 1992 als Fernsehserie | Nippon Animation                                            |
| Busō Chūgakusei (5 Folgen)                                                         | 武装中学生, Basket Army | 2011 als Web-Anime    | Enterbrain                                                  |
| Busō Renkin (26 Folgen)                                                            | 武装錬金 | 2006 als Fernsehserie | Xebec                                                       |
| Busō Shinki: Moon Angel (10 Folgen)                                                | 武装神姫 Moon Angel | 2011 als Web-Anime    | Kinema Citrus, TNK                                          |
| ↳ Busō Shinki (13 Folgen)                                                          | 武装神姫 | 2012 als Fernsehserie | 8bit                                                        |
| Busō Shōjo Machiavellism (12 Folgen)                                               | 武装少女マキャヴェリズム, Busō Shōji Makyaverizumu | 2017 als Fernsehserie | Silver Link, Connect                                        |
| Bust to Bust – Chichi wa Chichi ni (2 Folgen)                                      | BUST TO BUST-ちちはちちに- | 2010 als OVA          | MS Pictures                                                 |
| Buta Hime-sama (eine Folge)                                                        | 豚姫様 | 2011 als OVA          | Pink Pineapple                                              |
| Butlers – Chitose Momotose Monogatari (12 Folgen)                                  | Butlers～千年百年物語～ | 2018 als Fernsehserie | Silver Link                                                 |
| Butsu Zone (eine Folge)                                                            | 仏ゾーン | 2012 als OVA          |                                                             |
| Buttobi!! CPU (3 Folgen)                                                           | ぶっとび!!CPU, I Dream of Mimi | 1997 als OVA          | Oriental Light and Magic                                    |
| Buzzer Beater (13 Folgen)                                                          | | 2005 als Fernsehserie | TMS Entertainment                                           |
| ↳ Buzzer Beater (13 Folgen)                                                        | | 2007 als Fernsehserie | TMS Entertainment                                           |